# Kalibo
Kalibo é um município de  primeira classe de renda municipal (d) na província Aklan, nas Filipinas. De acordo com o censo de 1 de maio  de  2020 possui uma população de 89 127 pessoas e 20 993 domicílios.